# Arroja La Bomba
Arroja La Bomba (coloca a bomba em português) é uma das canções anarquistas mais conhecidas dos frontes de batalha da Guerra Civil Espanhola (1936 a 1939).

## Composição
A origem da canção "Arroja La Bomba" não é muito clara. Certas alas do Movimento Anarquista afirmam que a canção original teria sido composta nos calabouços da Delegacia Superior de Polícia de Barcelona, no ano de 1932, por um anarquista aragonense chamado Aznar; como resposta aos brutais interrogatórios e às sessões de tortura que fora submetido pela polícia franquista.

## A Música
- «Arroja La Bomba (Original)». [ligação inativa]

## Versões
Considerada muito agressiva para as correntes anarquistas identificadas com o princípio da não violência, a canção ganhou diversas letras mantendo, no entanto, a mesma melodia.

| Versão Original | Versão Moderada |
| Arroja la bomba que escupe metralla. Coloca petardo, empuña la "Star". Propaga tu idea revolucionaria hasta que consigas amplia libertad.                                  | Defiendete, pueblo contra tus tiranos hasta que consigas un mundo de hermanos Defiende tu idea de la tiranía, que tu vida sea en plena anarquía.       |
| ¡Acudid los anarquistas empuñando la pistola hasta el morir, con petróleo y dinamita, toda clase de gobierno a combatir y destruir!                                        | ¡Luchemos hombres conscientes, defendiendo nuestra vida y dignidad; despejemos nuestras mentes, implantemos nuestra ansiada sociedad!                  |
| Es hora que caiga tanta dictadura vergüenza de España por su proceder. No más militares, beatas ni curas. Abajo la Iglesia que caiga el Poder. ¡Acudid los anarquistas.... | La anarquía es orden y amor a la ciencia, el funesto Estado es la violencia. Rompe tus cadenas, no las sufras más si sabes romperlas tendrás libertad. |
| | A vivir como hombres libres; anarquistas; imponed vuestra moral, superior a la burguesa, destruyamos para siempre al capital!                          |
| | Luchemos obreros por el anarquismo, ideal hermoso lleno de altruismo. Redímete pueblo de la autoridad, que mata y oprime con impunidad.                |
| | No ya más explotadores, resplandezca ya en la tierra la igualdad, a luchar los productores por un mundo de justicia y de equidad.                      |
| | Desnudos nacimos hombre y mujeres igual en derechos igual en deberes. Iguales nos hizo la naturaleza, iguales seremos en la madre tierra.              |
| | Ya no más pobres ni ricos, suprimamos de una vez la esclavitud. Es misión del anarquismo si lo sabe defender la multitud.                              |